# Станіслав Костка Белінський
Станіслав Костка Белінський (бл. 1740 — 1812, Вітебськ) — державний діяч Речі Посполитої, підкоморій надвірний коронний (1761 — 1778), чесник великий коронний (1778 —1793), маршалок надвірний коронний (1793 — 1795), маршалок Сейму Речі Посполитої Гродненського сейму (1793), староста гарволінський, граф (1798).

## Життєпис
Представник польського шляхетського роду Белінських герба «Юноша». Молодший син воєводи Холмського Михайла Віктора Белінського (пом. 1746) і Текли Репловської (пом. 1774). Старший брат — писар великий коронний і генерал-майор коронних військ Франтішек Белінський (1742 — 1809).
У 1757 Станіслав Костка Белінський отримав у володіння староство гарволінське в Мазовії.
У 1761 призначений підкоморієм польського короля Августа ІІІ.
У тому ж році Станіслав Костка Белінський отримав посаду підкоморія надвірного коронного, а в 1765 призначений камергером польського короля Станіслава-Августа Понятовського.
У 1773 став державцем рамбковським.
У 1776 Станіслав Костка Белінський став консуляром (радником) конфедерації під керівництвом сеймового маршалка Анджея Мокроновського.
У 1778 отримав посаду  чесник великого коронного. Ведучи відчайдушне і дозвільне життя, розтратив усі родинні статки.
У 1784 — 1786 — член Постійної Ради.
У 1788 включений до складу військової комісії Речі Посполитої.
У 1792 одним з перших приєднався до Тарговицької конфедерації.
У 1793 Станіслав Костка Белінський був обраний маршалком (головою) Гродненського сейму, останнього сейму в історії Речі Посполитої, увійшов до складу Гродненської конфедерації. Виступав за орієнтацію Речі Посполитої в бік Російської імперії.
У 1793 за сприяння московського посла Якова Сіверса Станіслав Костка Белінський був призначений маршалком Гродненського сейму, так як інший кандидат Пйотр Ожаровський зажадав за свою послугу велику суму грошей.
На Гродненському сеймі в 1793 за дорученням короля Станіслав Костка Белінський увійшов до складу депутації для переговорів з Сіверсом.
Будучи маршалком Гродненського сейму, дав згоду на другий поділ Речі Посполитої між Російською імперією і Пруссією.
У нагороду за свої послуги отримав посаду маршалка надвірного коронного, а московський уряд виплатив йому 100 тисяч злотих і подарунок у вигляді персня з діамантами.
Кавалер ордена Святого Станіслава (1775).
Через 10 років отримав також орден Білого орла.
У 1798 Фрідріх-Вільгельм III нагородив Станіслава Белінського титулом графа Прусського королівства.
У шлюбі з княжною Голіциною (пом. 1827) мав двох синів (Франтішека і Станіслава, що народилися у 1800, померли в дитинстві) і двох доньок:
- Юлія (1804 — 1899), в першому шлюбі з прем'єр-майором Петром  Собакіним (1744 — 1821), у другому — з графом Павлом Бобринським (1801 — 1830).
- Вікторія, була одружена з поетом і журналістом Платоном Волковим (1801 — 1850), якого незабаром кинула.
- У 1834 Синод розірвав їхній шлюб за звинуваченням у зраді, після чого вона одружилася з генералом Малиновським.